# Trockenbeerenauslese

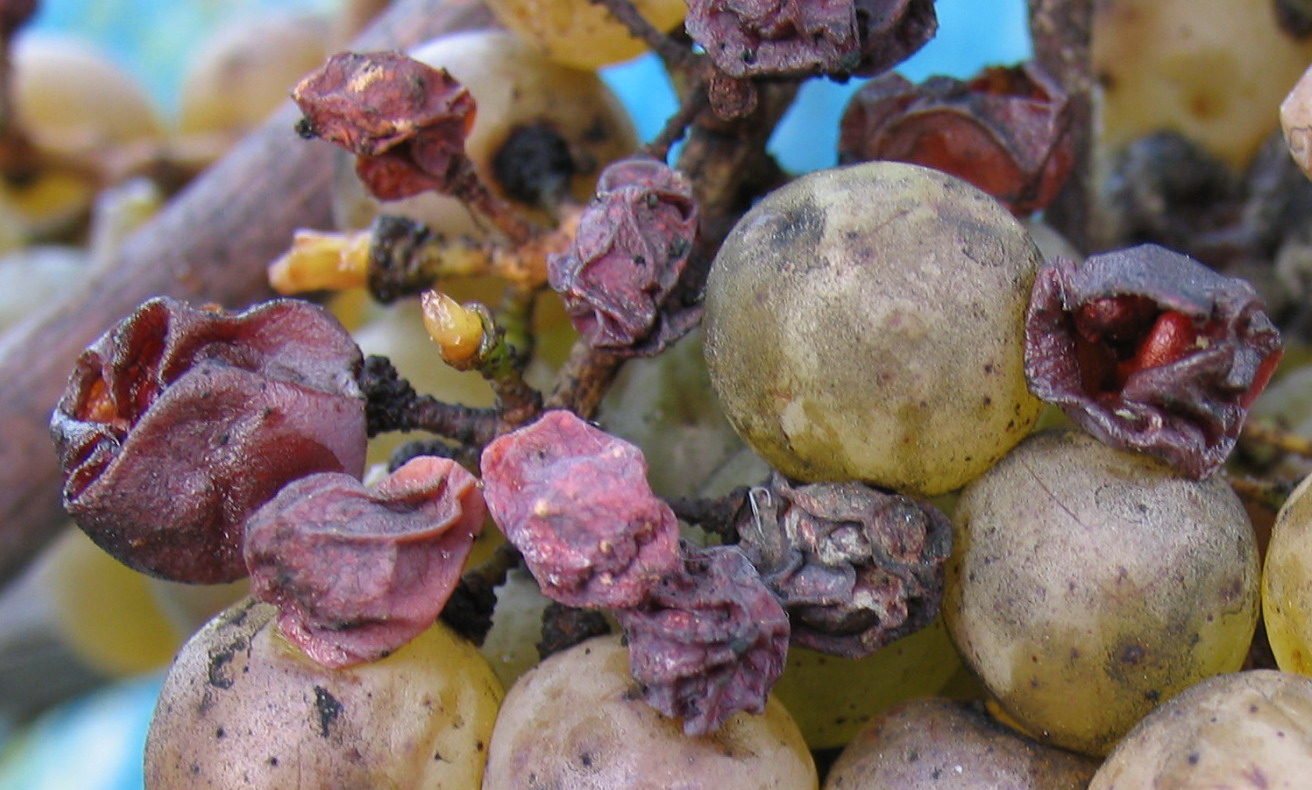
Porażone pleśnią i podeschnięte jagody winogron

Trockenbeerenauslese (niem. trocken – suchy, Beeren – owoce, jagody, Auslese – wybór) – jedna z najwęższych kategorii niemieckich win, produkowanych z pojedynczych jagód winorośli, porażonych szlachetną pleśnią Botrytis cinerea i pozostawionych na krzewie aż do wyschnięcia do postaci zbliżonej do rodzynek.
Wina należą do win deserowych i są bursztynowozłote albo bursztynowe, tłuste i bogate w aromaty. Ich koncentracja bywa przyrównywana do syropu.
Kategorię Trockenbeerenauslese wyróżnia się tylko w ramach win o najwyższej jakości według niemieckiego prawa winiarskiego, tzw. win jakościowych z predykatem (QmP – Qualitätswein mit Prädikat). Pośród nich Trockenbeerenauslese przysługuje tylko winom mocniejszym niż Auslese i Beerenauslese. Ilość cukru w moszczu musi odpowiadać od 21,5 do 22,1% potencjalnego poziomu alkoholu, przy czym nie cały cukier musi przefermentować – minimalny rzeczywisty poziom alkoholu w winie Beerenauslese został określony na 5,5%. Niedozwolone jest dodawanie cukru, tzw. szaptalizacja. Trwałość win Trockenbeerenauslese sięga od 12 do 50 lat.